# Næsehorn
Næsehorn (latin: Rhinocerotidae) er en familie af uparrettåede hovdyr.
Blandt næsehornsarter er:
- Sort næsehorn (Diceros bicornis)
- Hvidt næsehorn (Ceratotherium simum)
- Indisk næsehorn (Rhinoceros unicornis)
- Javanæsehorn (Rhinoceros sondaicus)
- Sumatranæsehorn (Dicerorhinus sumatrensis)

Uddøde arter af næsehorn:
- Skovnæsehorn - levede i Eurasien (inkl. Danmark) og Nordafrika i slutningen af den pleistocæne epoke.
- Uldhåret næsehorn - levede på de nordlige stepper og tundraen i Eurasien i den pleistocæne epoke.

## Fakta
I starten af det 20. århundrede var der omkring 500.000 næsehorn i Afrika og Asien. Grundet tab af levesteder og krybskytteri, er tallet i dag på cirka 27.000.  Hver dag anslås det, at 2 næsehorn mister livet til krybskytter. Næsehornet er et særdeles attraktivt mål for krybskytter, da hornet kan afsættes i Vietnam og Kina, hvor hornet anvendes som naturmedicin. Priserne er yderst høje, hvilket gør den lyssky forretning særdeles lukrativ for bagmændene.